# Slobodan Dubajić
Slobodan Dubajić, född 19 februari 1963, är en serbisk tidigare fotbollsspelare.
Slobodan Dubajić spelade 1 landskamp för det serbiska landslaget.